# Emma Must
Emma Must (1966) es una activista ecologista y poetisa británica, que ha trabajado también como bibliotecaria.

## Biografía
Recibió el Premio Medioambiental Goldman en 1995 por sus esfuerzos para la protección de las tierras, en particular su influencia sobre las políticas británicas de construcción de carreteras, gracias a su lucha contra la extensión de la autopista M3 en Twyford Down, cerca del lugar donde creció. Must trabajó luego con Alarm UK! (un grupo de coordinación que lucha contra la construcción de carreteras a nivel nacional), Transport 2000 (rebautizado más tarde Campaign for Better Transport) y World Development Movement.
Realizó un doctorado en escritura creativa en el Seamus Heaney Centro, en la Universidad de la Reina de Belfast, usando como temas principales el la ecopoesía y la ecocritica. Sus poemas fueron publicados en revistas en Irlanda y el Reino Unido, como Abridged, The Open Ear y The Poet's Lugar. En 2016, fue nombrada como parte de la generación ascendente de poetas por Poetry Ireland Review. En 2019, logró el primer lugar de los defensores del medio ambiente en los Ginkgo Awards para su poema, Toll.

## Publicaciones
- Notes on the Use of the Austrian Scythe, Templar Poetry
- New Poets from the North of Ireland, Blackstaff, editado por Sinéad Morrissey y Stephen Connolly, con Miriam Gamble, Stephen Sexton, Adam Crothers y Emma Must.

## Premios
- 1995: Premio Medioambiental Goldman
- 2013: Segundo lugar en los Strokestown Internacional Poetry Awards para Notes on the Use of the Austrian Scythe[7]
- 2015: Cuarto lugar del Templar Portfolio.[8]
- 2019: Premio de los defensores del medio ambiente en los Ginkgo Awards.[9]